# 兇猛盜目魚
兇猛盜目魚（学名：Lestidiops extrema）為輻鰭魚綱仙女魚目帆蜥魚亞目魣蜥魚科的一種，分布於中西太平洋海域，為深海魚類，體長可達2.2公分，棲息在中層水域，生活習性不明。